# Среднебелое
Среднебе́лое — село в Ивановском районе Амурской области, Россия.
Административный центр Новоивановского сельсовета.

## География
Село Среднебелое стоит на левом берегу реки Белая (левый приток Зеи).
Село Среднебелое расположено к северу от районного центра Ивановского района села Ивановка.
В 2 км юго-восточнее села проходит автодорога областного значения Благовещенск — Белогорск. Расстояние до Ивановки (через Берёзовку) — 46 км.
Через село проходит линия ЗабЖД Благовещенск — Белогорск, железнодорожный мост через реку Белая.
От села Среднебелое на юго-восток (вверх по левому берегу реки Белая) идёт дорога к сёлам Новопокровка и Николаевка.
Село Среднебелая расположено в 3 км юго-западнее, между сёлами Среднебелая и Среднебелое находится село Полевое.

## Население
| 2002 | 2010  | 2012  | 2013  | 2014  | 2015 | 2016 |
| ---- | ----- | ----- | ----- | ----- | ---- | ---- |
| 857  | ↗1711 | ↘1351 | ↘1173 | ↘1079 | ↘974 | ↘857 |
| 2017 | 2018  |       |       |       |      |      |
| ↘758 | ↘716  |       |       |       |      |      |

## Инфраструктура
- Остановочный пункт 41 км Забайкальской железной дороги.
- В окрестностях села Среднебелое расположены воинские части Восточного военного округа.